# 2010년 FIFA 월드컵 B조
2010년 FIFA 월드컵 B조 일정은 2010년 6월 12일에 시작해 22일에 끝났다. B조에는 아르헨티나, 나이지리아, 대한민국, 그리고 그리스가 편성되었다.

## 요약
아르헨티나와 대한민국은 1986년 FIFA 월드컵에서 A조에 같이 편성되었었다; 이 경기에서는 아르헨티나가 3-1로 이겼다. 1994년 FIFA 월드컵에서는 이 조의 3개국 (아르헨티나, 나이지리아, 그리고 그리스) 이 D조에 불가리아와 같이 편성되었다. 당시 나이지리아와 불가리아가 각각 조 1위와 2위를 차지하였고, 조 3위를 차지했던 아르헨티나가 와일드카드로 다음 라운드에 진출하였으나, 나이지리아와 아르헨티나 모두 이탈리아와 루마니아를 상대로 한 16강전 경기를 각각 1-2, 2-3으로 패하였고, 불가리아만 준결승전에 진출하였다. 2002년 FIFA 월드컵에서는 아르헨티나와 나이지리아가 F조에 함께 들어갔다; 아르헨티나는 이 경기에서 1-0으로 이겼고, 2010년 대회에서도 같은 결과로 승리를 거두었다.
조 1위를 차지한 아르헨티나는 결선 토너먼트에 올라 A조 2위 멕시코를 상대하였고, 조별 리그를 2위로 마친 대한민국은 A조 1위 우루과이와 다음 라운드 진출권을 놓고 경합하였다.
| 팀         | 전 | 승 | 무 | 패 | 득 | 실 | 차 | 점 |
| ---------- | -- | -- | -- | -- | -- | -- | -- | -- |
| 아르헨티나 | 3  | 3  | 0  | 0  | 7  | 1  | +6 | 9  |
| 대한민국   | 3  | 1  | 1  | 1  | 5  | 6  | −1 | 4  |
| 그리스     | 3  | 1  | 0  | 2  | 2  | 5  | −3 | 3  |
| 나이지리아 | 3  | 0  | 1  | 2  | 3  | 5  | −2 | 1  |

- 모든 시간은 남아프리카 표준시를 따른다. (UTC+2)

## 대한민국 vs 그리스
왼쪽 코너플래그 인근에서 차올린 프리킥은 이정수가 밀어넣어 대한민국의 선제골이 되었다. 이정수는 대한민국의 월드컵 역사상 최단시간 득점을 기록하였다. 후반전이 시작된지 얼마 지나지 않아, 루카스 빈트라의 수비 실책을 박지성이 잡아내어 드리블로 돌파해 추가골을 넣었다. 두 골을 득점한 대한민국은 승리하였다.
| 대한민국               | 2 – 0  | 그리스 |
| ---------------------- | ------ | ------ |
| 이정수 7′ · 박지성 52′ | 리포트 |        |

| 대한민국 | 그리스 |

| GK         | 18 | 정성룡        |  |       |
| RB         | 22 | 차두리        |  |       |
| CB         | 4  | 조용형        |  |       |
| CB         | 14 | 이정수        |  |       |
| LB         | 12 | 이영표        |  |       |
| RM         | 17 | 이청용        |  | 90+1′ |
| CM         | 16 | 기성용        |  | 74′   |
| CM         | 8  | 김정우        |  |       |
| LM         | 7  | 박지성 (주장) |  |       |
| SS         | 19 | 염기훈        |  |       |
| CF         | 10 | 박주영        |  | 87′   |
| 교체 선수: |    |               |  |       |
| MF         | 5  | 김남일        |  | 74′   |
| FW         | 11 | 이승렬        |  | 87′   |
| MF         | 13 | 김재성        |  | 90+1′ |
| 감독:      |    |               |  |       |
| 허정무     |    |               |  |       |

| GK          | 12 | 알렉산드로스 초르바스        |     |     |
| RB          | 2  | 유르카스 세이타리디스        |     |     |
| CB          | 8  | 아브람 파파도풀로스          |     |     |
| CB          | 11 | 루카스 빈트라                |     |     |
| LB          | 15 | 바실리스 토로시디스          | 56′ |     |
| CM          | 6  | 알렉산드로스 치올리스        |     |     |
| CM          | 21 | 코스타스 카추라니스          |     |     |
| CM          | 10 | 요르기오스 카라구니스 (주장) |     | 46′ |
| RW          | 9  | 앙겔로스 하리스테아스        |     | 61′ |
| LW          | 7  | 요르기오스 사마라스          |     | 59′ |
| CF          | 17 | 테오파니스 게카스            |     |     |
| 교체 선수:  |    |                              |     |     |
| CM          | 3  | 크리스토스 파차초글루        |     | 46′ |
| FW          | 14 | 디미트리스 살핑기디스        |     | 59′ |
| FW          | 20 | 판텔리스 카페타노스          |     | 61′ |
| 감독:       |    |                              |     |     |
| 오토 레하겔 |    |                              |     |     |

| 최우수 선수: 박지성 (대한민국) 부심: 얀-헨드릭 힌츠 (뉴질랜드) 테비타 마카시니 (통가) 대기심: 마르틴 바스케스 (우루과이) 후보 대기심: 카를로스 파스토리노 (우루과이) |

## 아르헨티나 vs 나이지리아
경기 초반, 후안 세바스티안 베론의 코너킥이 가브리엘 에인세의 다이빙 헤딩골로 이어졌다. 에인세의 골은 대회 최고의 골들 중 하나로 평가되었다. 비록 아르헨티나는 여러 차례 추가골을 득점할 기회를 잡았으나, 나이지리아의 골키퍼 빈센트 에니에아마에 가로막혀 점수가 1-0에서 그대로 멈추었다; 에니에아마는 경기 최우수 선수로 선정되었다. 이에도 불구하고, 아르헨티나는 1-0으로 대회 첫 승을 거두었다.
| 아르헨티나 | 1 – 0  | 나이지리아 |
| ---------- | ------ | ---------- |
| 에인세 6′  | 리포트 |            |

| 아르헨티나 | 나이지리아 |

| GK              | 22 | 세르히오 로메로            |     |     |
| RB              | 17 | 호나스 구티에레스          | 41′ |     |
| CB              | 2  | 마르틴 데미첼리스          |     |     |
| CB              | 13 | 왈테르 사무엘              |     |     |
| LB              | 6  | 가브리엘 에인세            |     |     |
| DM              | 14 | 하비에르 마스체라노 (주장) |     |     |
| RM              | 8  | 후안 세바스티안 베론       |     | 74′ |
| LM              | 7  | 앙헬 디 마리아             |     | 85′ |
| AM              | 10 | 리오넬 메시                |     |     |
| CF              | 11 | 카를로스 테베스            |     |     |
| CF              | 9  | 곤살로 이과인              |     | 79′ |
| 교체 선수:      |    |                            |     |     |
| MF              | 20 | 막시 로드리게스            |     | 73′ |
| FW              | 19 | 디에고 밀리토              |     | 78′ |
| DF              | 4  | 니콜라스 부르디소          |     | 85′ |
| 감독:           |    |                            |     |     |
| 디에고 마라도나 |    |                            |     |     |

| GK                | 1  | 빈센트 에니에아마  |     |     |
| RB                | 17 | 치디 오디아        |     |     |
| CB                | 2  | 조지프 요보 (주장) |     |     |
| CB                | 6  | 대니 시투          |     |     |
| LB                | 3  | 타예 타이우        |     | 75′ |
| CM                | 14 | 사니 카이타        |     |     |
| CM                | 20 | 딕슨 에투후        |     |     |
| CM                | 15 | 루크만 하루나      | 77′ |     |
| RF                | 19 | 치네두 오바시      |     | 60′ |
| CF                | 8  | 야쿠부             |     |     |
| LF                | 18 | 빅터 오빈나        |     | 52′ |
| 교체 선수:        |    |                    |     |     |
| FW                | 9  | 오바페미 마틴스    |     | 51′ |
| FW                | 11 | 피터 오뎀윙기에    |     | 60′ |
| MF                | 12 | 칼루 우체          |     | 75′ |
| 감독:             |    |                    |     |     |
| 라르스 라예르베크 |    |                    |     |     |

| 최우수 선수: 빈센트 에니에아마 (나이지리아) 부심: 얀-헨드리크 잘버 (독일) 미케 피켈 (독일) 대기심: 칼릴 알 감디 (사우디아라비아) 후보 대기심: 하산 캄라니파르 (이란) |

## 아르헨티나 vs 대한민국

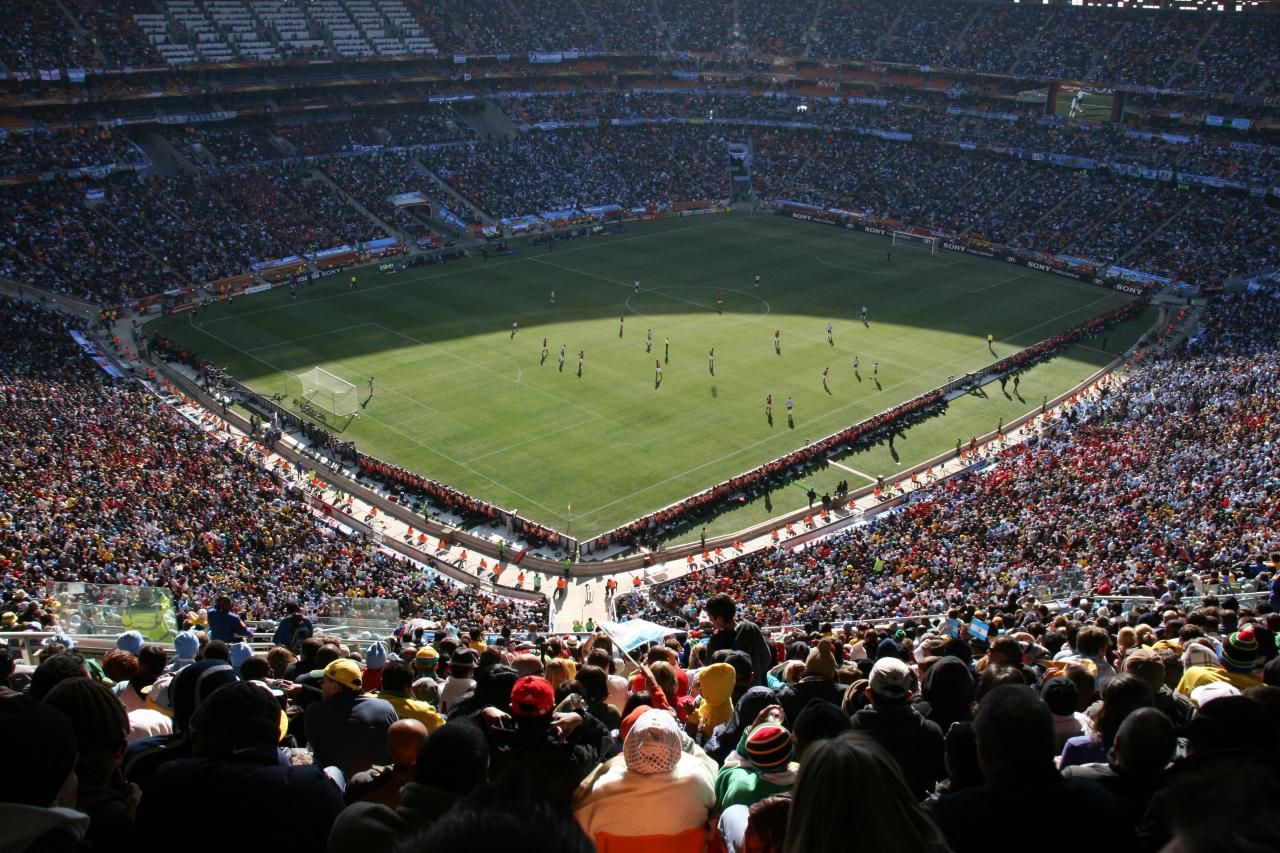
아르헨티나 vs 대한민국 경기가 열린 요하네스버그의 사커 시티의 전경

아르헨티나는 리오넬 메시가 찬 프리킥이 박주영의 발에 굴절되어 자책골이 되면서 선제골을 득점하였다. 반시간을 조금 지나 곤살로 이과인이 막시 로드리게스의 크로스를 헤딩 추가골로 연결시켰다. 전반전이 끝나갈 무렵 마르틴 데미첼리스의 수비 실책으로 공을 뺏은 이청용이 세르히오 로메로를 넘겨 만회골을 득점하였다. 후반전에는 메시의 슛이 정성룡의 손을 맞고 흘러나왔고, 이는 다시 골대를 맞은 뒤 이과인이 발로 세번째 골을 득점하였다. 이과인은 세르히오 아구에로의 반대쪽에서 크로스를 받아 근거리에서 해트트릭을 완성시켰다.
| 아르헨티나                                 | 4 – 1  | 대한민국     |
| ------------------------------------------ | ------ | ------------ |
| 박주영 17′ (자책골) · 이과인 33′, 76′, 80′ | 리포트 | 45+1′ 이청용 |

| 아르헨티나 | 대한민국 |

| GK              | 22 | 세르히오 로메로            |     |     |
| RB              | 17 | 호나스 구티에레스          | 54′ |     |
| CB              | 2  | 마르틴 데미첼리스          |     |     |
| CB              | 13 | 왈테르 사무엘              |     | 23′ |
| LB              | 6  | 가브리엘 에인세            | 74′ |     |
| DM              | 14 | 하비에르 마스체라노 (주장) | 55′ |     |
| RM              | 20 | 막시 로드리게스            |     |     |
| LM              | 7  | 앙헬 디 마리아             |     |     |
| AM              | 10 | 리오넬 메시                |     |     |
| CF              | 9  | 곤살로 이과인              |     | 82′ |
| CF              | 11 | 카를로스 테베스            |     | 75′ |
| 교체 선수:      |    |                            |     |     |
| DF              | 4  | 니콜라스 부르디소          |     | 23′ |
| FW              | 16 | 세르히오 아궤로            |     | 75′ |
| MF              | 5  | 마리오 볼라티              |     | 82′ |
| 감독:           |    |                            |     |     |
| 디에고 마라도나 |    |                            |     |     |

| GK         | 18 | 정성룡        |     |     |
| RB         | 2  | 오범석        |     |     |
| CB         | 4  | 조용형        |     |     |
| CB         | 14 | 이정수        |     |     |
| LB         | 12 | 이영표        |     |     |
| CM         | 16 | 기성용        |     | 46′ |
| CM         | 8  | 김정우        |     |     |
| RW         | 17 | 이청용        | 34′ |     |
| AM         | 7  | 박지성 (주장) |     |     |
| LW         | 19 | 염기훈        | 10′ |     |
| CF         | 10 | 박주영        |     | 81′ |
| 교체 선수: |    |               |     |     |
| MF         | 5  | 김남일        |     | 46′ |
| FW         | 20 | 이동국        |     | 81′ |
| 감독:      |    |               |     |     |
| 허정무     |    |               |     |     |

| 최우수 선수: 곤살로 이과인 (아르헨티나) 부심: 페터르 헤르만스 (벨기에) 발터르 프로만스 (벨기에) 대기심: 제롬 데이먼 (남아프리카 공화국) 후보 대기심: 셀레스틴 은타군지라 (르완다) |

## 그리스 vs 나이지리아
그리스와 나이지리아간의 경기에서는 나이지리아가 칼루 우체의 선제골로 앞서나갔다. 그러나 사니 카이타가 전반 32분에 쓸데없는 반칙으로 퇴장당하면서 그리스가 수적 우세를 잡았으며, 12분 뒤인 전반 44분 디미트리스 살핑기디스의 동점골로 승부를 원점으로 되돌려 분위기를 반전시킨 채 휴식 시간을 맞이하였다. 이후 후반전에는 바실리스 토로시디스가 71분에 그리스의 역전골을 득점하였다. 경기는 그리스의 2-1 승리로 끝났고, 이 경기에서 동점골을 넣은 디미트리스 살핑기디스는 그리스의 FIFA 월드컵 본선 1호 득점자로 이름을 올렸다. 또한 그리스는 이 경기에서 본선 역사상 첫 승점과 첫 승을 수확하였다. 한편, 비록 이 경기에서도 패하였으나, 빈센트 에니에아마는 아르헨티나전에 이어 그리스전에서도 경기 최우수 선수로 선정되었다.
| 그리스                          | 2 – 1  | 나이지리아 |
| ------------------------------- | ------ | ---------- |
| 살핑기디스 44′ · 토로시디스 71′ | 리포트 | 16′ 우체   |

| 그리스 | 나이지리아 |

| GK          | 12 | 알렉산드로스 초르바스        |     |     |
| SW          | 19 | 소크라티스 파파스타토풀로스  | 15′ | 37′ |
| CB          | 16 | 소티리오스 키르기아코스      |     |     |
| CB          | 8  | 아브람 파파도풀로스          |     |     |
| RWB         | 11 | 루카스 빈트라                |     |     |
| LWB         | 15 | 바실리스 토로시디스          |     |     |
| CM          | 6  | 알렉산드로스 치올리스        | 59′ |     |
| CM          | 21 | 코스타스 카추라니스          |     |     |
| RW          | 14 | 디미트리스 살피기디스        |     |     |
| LW          | 10 | 요르기오스 카라구니스 (주장) |     |     |
| CF          | 17 | 테오파니스 게카스            |     | 79′ |
| 교체 선수:  |    |                              |     |     |
| SS          | 7  | 요르기오스 사마라스          | 88′ | 37′ |
| LW          | 18 | 소티리스 니니스              |     | 79′ |
| 감독:       |    |                              |     |     |
| 오토 레하겔 |    |                              |     |     |

| GK                | 1  | 빈센트 에니에아마  |     |     |     |
| RB                | 17 | 치디 오디아        |     |     |     |
| CB                | 2  | 조지프 요보 (주장) |     |     |     |
| CB                | 6  | 대니 시투          |     |     |     |
| LB                | 3  | 타예 타이우        |     | 55′ |     |
| CM                | 20 | 딕슨 에투후        |     |     |     |
| CM                | 15 | 루크먼 하루나      |     |     |     |
| RM                | 14 | 사니 카이타        | 32′ |     |     |
| LW                | 12 | 칼루 우체          |     |     |     |
| SS                | 11 | 피터 오뎀윈지      |     | 46′ |     |
| CF                | 8  | 야쿠부             |     |     |     |
| 교체 선수:        |    |                    |     |     |     |
| SS                | 19 | 치네두 오바시      | 89′ | 46′ |     |
| LB                | 21 | 우와 에치에질레    |     | 55′ | 77′ |
| CB                | 5  | 라비유 아폴라비    |     |     | 77′ |
| 감독:             |    |                    |     |     |     |
| 라르스 라예르베크 |    |                    |     |     |     |

| 최우수 선수: 빈센트 에니에아마 (나이지리아) 부심: 아브라암 곤살레스 (콜롬비아) 움베르토 클라비호 (콜롬비아) 대기심: 호엘 아길라르 (엘살바도르) 후보 대기심: 윌리암 토레스 (엘살바도르) |

## 그리스 vs 아르헨티나
2연승을 거둔 아르헨티나는 그리스를 상대로 출전하지 못했던 선수들을 선발로 배치시켰다. 자력 진출이 어려운 그리스는 이 경기에서 요르기오스 사마라스를 제외한 전원이 수비적인 태세를 취하였다. 전술은 후반이 반쯤 지나간 상황까지 0-0으로 팽팽한 균형을 유지하였고, 사마라스가 최후방 수비수를 빠르고 간결한 역습으로 아르헨티나의 골망을 흔들 수도 있었으나, 슛이 골대로부터 멀리 빗나갔다. 아르헨티나는 마르틴 데미첼리스가 77분에 선제골을 넣는 것으로 그리스의 견고한 수비벽을 허물었다. 이후 마르틴 팔레르모가 추가골을 넣으며 아르헨티나가 2-0 완승을 거두었다. 조별 리그 3경기에서 획득할 수 있는 승점을 모두 획득한 아르헨티나는 조 1위를 차지해 A조 2위를 차지한 멕시코와 격돌하게 되었다. 반면 그리스는 1승 2패로 조 3위를 차지해 대회를 마감하였고, 오토 레하겔 감독도 지휘봉을 내려놓았다.
| 그리스 | 0 – 2  | 아르헨티나                    |
| ------ | ------ | ----------------------------- |
|        | 리포트 | 77′ 데미첼리스 · 89′ 팔레르모 |

| 그리스 | 아르헨티나 |

| GK          | 12 | 알렉산드로스 초르바스        |     |     |
| RB          | 16 | 소티리오스 키르기아코스      |     |     |
| CB          | 11 | 루카스 빈트라                |     |     |
| CB          | 8  | 아브람 파파도풀로스          |     |     |
| LB          | 15 | 바실리스 토로시디스          |     | 55′ |
| DM          | 5  | 방겔리스 모라스              |     |     |
| CM          | 19 | 소크라티스 파파스타토풀로스  |     |     |
| CM          | 10 | 요르기오스 카라구니스 (주장) |     | 46′ |
| RW          | 6  | 알렉산드로스 치올리스        |     |     |
| LW          | 21 | 코스타스 카추라니스          | 30′ | 54′ |
| CF          | 7  | 요르기오스 사마라스          |     |     |
| 교체 선수:  |    |                              |     |     |
| DF          | 4  | 니코스 스피로풀로스          |     | 46′ |
| MF          | 18 | 소티리스 니니스              |     | 54′ |
| MF          | 3  | 크리스토스 파차초글루        |     | 55′ |
| 감독:       |    |                              |     |     |
| 오토 레하겔 |    |                              |     |     |

| GK              | 22 | 세르히오 로메로      |     |     |
| RB              | 4  | 니콜라스 부르디소    |     |     |
| CB              | 2  | 마르틴 데미첼리스    |     |     |
| CB              | 15 | 니콜라스 오타멘디    |     |     |
| LB              | 3  | 클레멘테 로드리게스  |     |     |
| CM              | 5  | 마리오 볼라티        | 76′ |     |
| RM              | 8  | 후안 세바스티안 베론 |     |     |
| LM              | 20 | 막시 로드리게스      |     | 63′ |
| AM              | 10 | 리오넬 메시 (주장)   |     |     |
| CF              | 16 | 세르히오 아구에로    |     | 77′ |
| CF              | 19 | 디에고 밀리토        |     | 80′ |
| 교체 선수:      |    |                      |     |     |
| MF              | 7  | 앙헬 디 마리아       |     | 63′ |
| MF              | 23 | 하비에르 파스토레    |     | 77′ |
| FW              | 18 | 마르틴 팔레르모      |     | 80′ |
| 감독:           |    |                      |     |     |
| 디에고 마라도나 |    |                      |     |     |

| 최우수 선수: 리오넬 메시 (아르헨티나) 부심: 라파엘 일야소프 (우즈베키스탄) 바하디르 코하로프 (키르기즈스탄) 대기심: 피터 오리어리 (뉴질랜드) 후보 대기심: 매슈 타로 (솔로몬 제도) |

## 나이지리아 vs 대한민국

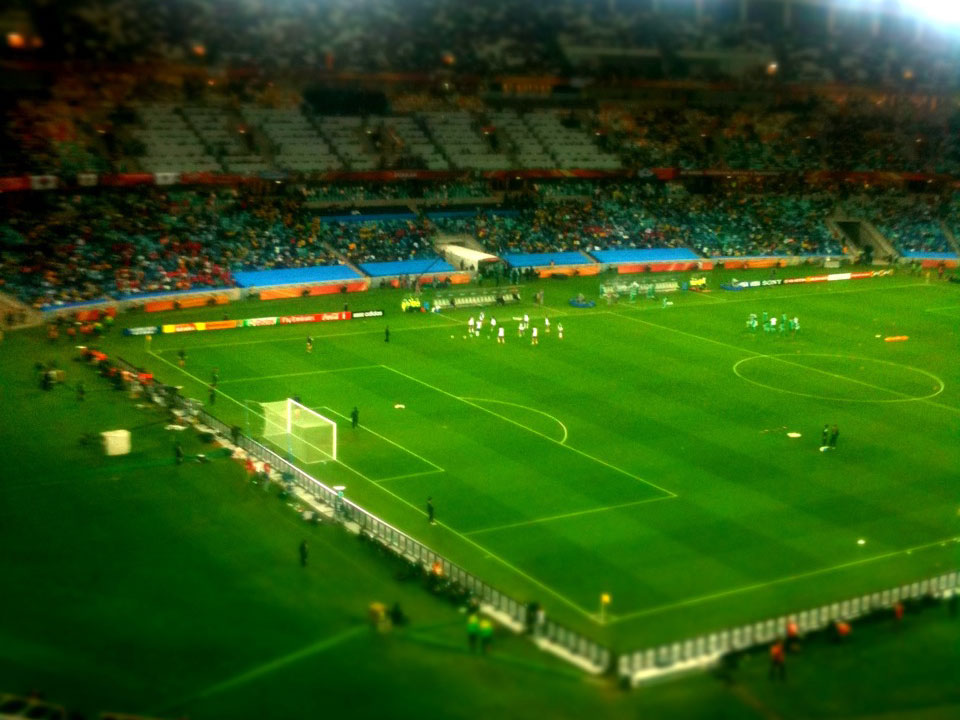
경기를 앞두고 몸을 푸는 양팀 선수들

| 나이지리아                       | 2 – 2  | 대한민국                |
| -------------------------------- | ------ | ----------------------- |
| 우체 12′ · 야쿠부 69′ (페널티킥) | 리포트 | 38′ 이정수 · 49′ 박주영 |

| 나이지리아 | 대한민국 |

| GK                | 1  | 빈센트 에니에아마  | 31′ |     |
| RB                | 17 | 치디 오디아        |     |     |
| CB                | 2  | 조지프 요보        |     | 46′ |
| CB                | 6  | 대니 시투          |     |     |
| LB                | 5  | 라비유 아폴라비    |     |     |
| CM                | 13 | 아일라 유수프      | 42′ |     |
| CM                | 20 | 딕슨 에투후        |     |     |
| RM                | 19 | 치네두 오바시      | 37′ |     |
| LM                | 12 | 칼루 우체          |     |     |
| SS                | 4  | 느왕쿼 카누 (주장) |     | 57′ |
| CF                | 8  | 야쿠부             |     | 70′ |
| 교체 선수:        |    |                    |     |     |
| DF                | 21 | 우와 에치에질레    |     | 46′ |
| FW                | 9  | 오바페미 마틴스    |     | 57′ |
| FW                | 18 | 빅터 오빈나        |     | 70′ |
| 감독:             |    |                    |     |     |
| 라르스 라예르베크 |    |                    |     |     |

| GK         | 18 | 정성룡        |     |       |
| RB         | 22 | 차두리        |     |       |
| CB         | 4  | 조용형        |     |       |
| CB         | 14 | 이정수        |     |       |
| LB         | 12 | 이영표        |     |       |
| CM         | 16 | 기성용        |     | 87′   |
| CM         | 8  | 김정우        |     |       |
| RM         | 17 | 이청용        |     |       |
| LM         | 7  | 박지성 (주장) |     |       |
| SS         | 19 | 염기훈        |     | 64′   |
| CF         | 10 | 박주영        |     | 90+3′ |
| 교체 선수: |    |               |     |       |
| MF         | 5  | 김남일        | 68′ | 64′   |
| MF         | 13 | 김재성        |     | 87′   |
| DF         | 15 | 김동진        |     | 90+3′ |
| 감독:      |    |               |     |       |
| 허정무     |    |               |     |       |

| 최우수 선수: 박지성 (대한민국) 부심: 베르티누 미란다 (포르투갈) 주제 카르디날 (포르투갈) 대기심: 마르코 로드리게스 (멕시코) 후보 대기심: 호세 루이스 카마르고 (멕시코) |

## 같이 보기
- 아르헨티나의 FIFA 월드컵 성적
- 대한민국의 FIFA 월드컵 성적